# 多帶刺尾魚
多帶刺尾魚，為輻鰭魚綱鱸形目刺尾魚亞目刺尾魚科的其中一個種。

## 分布
本魚分布於西印度洋區，包括留尼旺、模里西斯、葛摩及馬達加斯加海域。

## 特徵
本魚體呈橢圓形而側扁。頭小，頭背部輪廓隨著成長而凸出。口小，端位，上下頜各具一列扁平齒，齒固定不可動，齒緣具缺刻。眼睛很大，兩對鼻孔就在眼前，整體顏色是淡黃色，背部更偏橄欖灰色，腹部銀白色，體側有九條寬黑帶，向腹部稍微變窄；第一條帶穿過眼睛，第二條從背鰭前部延伸至胸鰭基部，第八條和第九條位於尾柄上，體長可達11公分，尾柄兩側具毒棘，易傷人。

## 生態
棲息在礁石區，以藻類為食，成群在白天活動，生活習性不明。